# Ариетиди
Ариетиди су метеорски рој откривен 30. маја 1947. године на Џордел Банк опсерваторији у Енглеској. Спадају у радио-ројеве, и видљиви су само ноћу. За њихова посматрања користе се радио телескопи. Процењује се да трају од 30. маја до 17. јуна и да се њихов максимум поклапа са максимумом другог радио роја Зета-Персеида. Радијант није тачно одређен, али се сматра да се налази у опсегу: по ректасцензији на α=45° до 55° и по деклинацији на δ=+25° до +35°.